# Pycnomma semisquamatum
Pycnomma semisquamatum är en fiskart som beskrevs av Rutter, 1904. Pycnomma semisquamatum ingår i släktet Pycnomma och familjen smörbultsfiskar. IUCN kategoriserar arten globalt som otillräckligt studerad. Inga underarter finns listade i Catalogue of Life.